# Buono di risposta internazionale
Il buono (o coupon o cedola, in italiano di Svizzera) di risposta internazionale (francese: coupon-réponse international, conosciuto in ambito postale anche come Coupon, CRI o IRC) è un intero postale che può essere scambiato con un'affrancatura per l'estero in un Paese differente da quello in cui è stato emesso, a condizione che i due Paesi abbiano stretto una convenzione in materia. Di conseguenza, il suo uso è il pagare la risposta a un corrispondente di uno Stato estero, qualora non si possiedano francobolli valevoli in quello Stato.

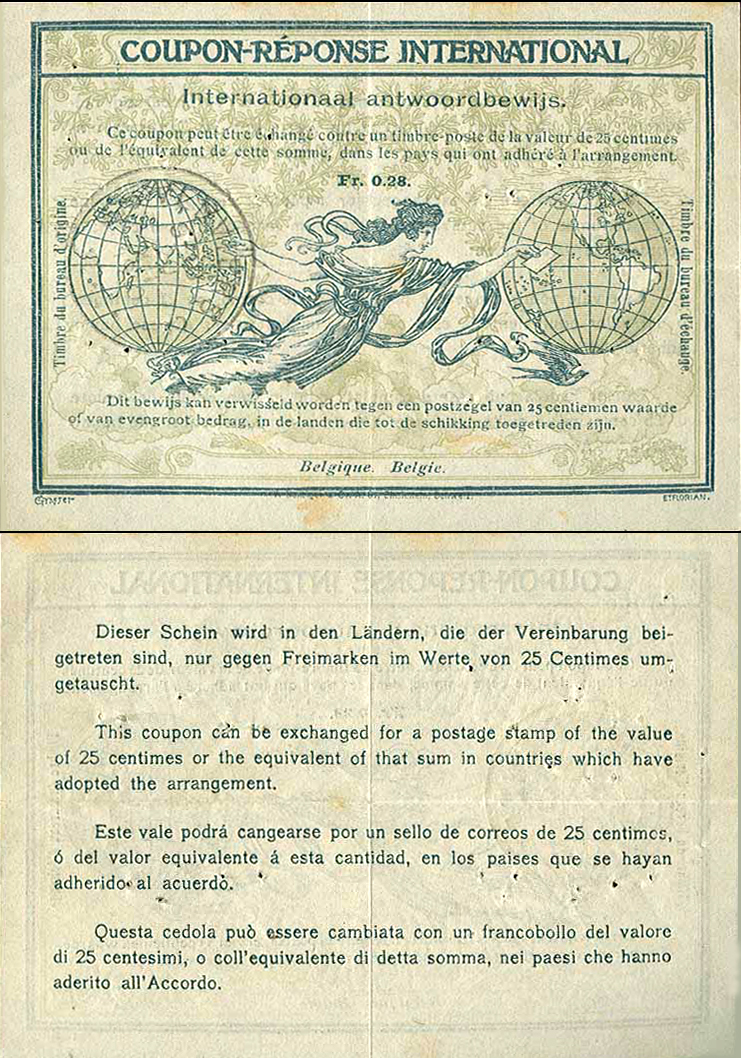
Il primo modello di buono di risposta emesso.

## Storia

### Periodo pre-filatelico
Prima dell'invenzione del francobollo l'importo per la spedizione di una corrispondenza era normalmente pagato dal destinatario. La possibilità per il mittente di pagare il trasporto esisteva, ma era solo una forma di gentilezza, giacché la tariffa, sia se pagata al momento della spedizione, sia al momento della ricezione, rimaneva la stessa. Quindi, il problema che portò alla nascita dei buoni-risposta non sussisteva.

### Periodo filatelico
Con l'introduzione del francobollo, i servizi postali cominciarono a scoraggiare l'invio di corrispondenze non affrancate, aumentandone la tariffa rispetto a quelle affrancate. Di conseguenza, si rendeva necessario trovare un sistema che rendesse possibile al mittente di pagare la risposta al destinatario, se quest'ultimo si trovava all'estero. Una prima soluzione fu trovata quando, verso la fine del XIX secolo, furono introdotte le cartoline postali con risposta pagata per l'estero, che tuttavia avevano lo svantaggio di avere uno spazio molto limitato per il testo.
I buoni di risposta internazionali furono introdotti nel 1906 dall'Unione Postale Universale (organismo che ne disciplina tuttora l'utilizzo), durante il suo sesto Congresso, a Roma. La loro emissione ed uso sono cominciati nel 1907. Dal 2006 almeno, il disegno del recto dei buoni è scelto dall'UPU con un concorso bandito dal suo Ufficio Internazionale.

## Caratteristiche

### Recto
Sul recto tutti i buoni-risposta emessi portano delle informazioni in francese sul loro uso e validità. Nella parte superiore recano l'iscrizione "Coupon-réponse International". Sulla parte sinistra (ad eccezione del modello "Vienna") vi è lo spazio riservato al bollo di controllo del Paese d'origine, sulla destra quello riservato al bollo dell'ufficio postale che effettua lo scambio del buono. Nella parte inferiore (ad eccezione del modello "Losanna" e suoi sottotipi) vi è la denominazione, in francese, del Paese emittente. Dall'emissione del modello "Pechino" nella casella di sinistra è riportato il codice ISO 3166-1 alpha-2 dello Stato d'origine del coupon.

### Verso

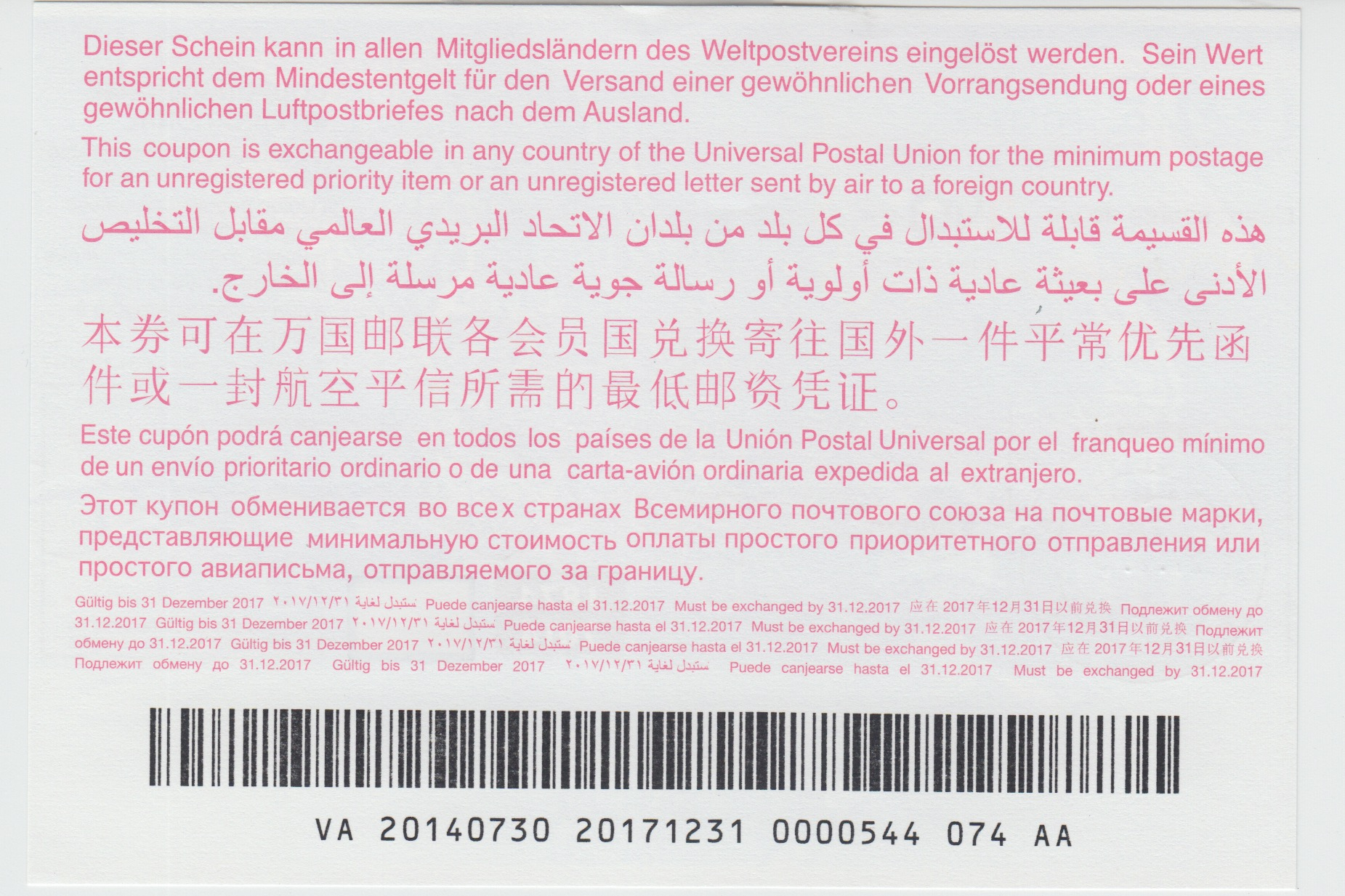
Verso di un coupon–risposta modello "Doha".

Sul verso si trovano le traduzioni in varie lingue delle informazioni riportate sul recto. A partire dal 2002, con l'emissione del modello "Pechino", sulla parte inferiore si trovano un codice a barre e un codice alfanumerico nel formato XX 12345678 12345678 1234567 123 XX. Le prime due lettere sono il codice ISO 3166-1 alpha-2 dello Stato d'origine del coupon, la prima serie di cifre rappresenta la data di stampa del lotto di cui fa parte l'esemplare, la seconda la data limite per lo scambio, la terza il numero progressivo dell'esemplare all'interno del suo lotto, la quarta il prezzo di vendita fissato dall'Ufficio Internazionale dell'UPU, espresso in centesimi di DSP. Non si conosce l'uso dell'ultima serie di lettere.

### Elementi di sicurezza
Tutti i buoni risposta emessi sono filigranati. Dal modello "Pechino", la figura rappresentata è il monogramma formato da due scritte "UPU" in lettere maiuscole messe in croce, come all'interno delle caselle per i bolli, ripetuto, alternato con una stella a otto punte.
Dall'emissione del modello "Pechino" sono presenti sui buoni delle microscritture. In particolare, il margine delle caselle per i bolli è costituito dalla formula "UNION POSTALE UNIVERSELLE UPU" ripetuta, con dei rombi in luogo degli spazi fra le parole. Sul modello "Doha" è anche presente la frase "WATER FOR LIFE" ripetuta e un tappeto di scritte "UPU".
Dal modello "Pechino" 2, sul recto dei buoni è stato introdotto un ologramma, raffigurante nella parte destra il simbolo dell'UPU e nella parte sinistra due cerchietti con le immagini cangianti di una busta e del monogramma UPU.

## Uso
I buoni-risposta sono emessi per serie con validità limitata. Il modello in circolazione, detto comunemente "Abidjan", ma ufficialmente denominato "Preservare l'ecosistema, proteggere il clima", è stato emesso nel 2021 e avrà corso fino al 2025.
Qualsiasi Paese membro dell'UPU è autorizzato, ma non obbligato, a vendere coupon-risposta. Per contro, vi è l'obbligo al loro scambio con i relativi valori postali o mezzi omologhi.
Il buono può essere fatto timbrare da un ufficio postale del paese di emissione ("timbro di controllo") prima di essere inserito nella corrispondenza. Il destinatario si recherà all'ufficio postale locale, i cui addetti sono tenuti a bollare e a ritirare il buono, e riceverà in cambio l'affrancatura minima di quel Paese per un invio – non raccomandato – prioritario o per via aerea per una qualunque destinazione estera.
I buoni di risposta sono stati l'oggetto della truffa che il faccendiere italo-americano Charles Ponzi mise in atto negli anni 1920, da cui ebbe origine il termine "Schema Ponzi".

## I modelli di buono nella storia
Di seguito sono riportati le date di emissione, i nomi di alcuni dei modelli di coupon-risposta e una loro sommaria descrizione.
- 1907 – modello "Roma" – figura femminile compresa fra due planisferi, uno raffigurante l'Eurasia, l'Africa e l'Oceania, l'altro le Americhe. I planisferi assolvono la funzione di caselle per l'apposizione dei bolli.
- 1929 – modello "Stoccolma" – disegno simile al modello precedente ma senza meridiani e paralleli nei planisferi.
- 1931 – modello "Londra" – decorazione floreale sui lati destro e sinistro, inglobante le caselle (circolari) per i bolli.
- 1947 – idem, sottotipo "Buenos Aires" – con testo al verso in cinque lingue anziché in quattro.
- 1960 – idem, sottotipo "Ottawa" – aggiunta del numero di formulario (C 22) in alto a destra.
- 1966 – modello "Vienna" – piccione[13] con una busta nel becco sorvolante un planisfero. Le caselle (circolari) per i bolli sono entrambe sul lato destro, una in alto e l'altra in basso.
- 1975 – modello "Losanna" – disegno simile al modello precedente ma occupante tutto lo spazio sul recto. Le caselle (quadrate) per i bolli sono in basso a destra e in basso a sinistra[14] e hanno un cerchio tratteggiato inscritto.
- 1983 – idem, sottotipo "Rio de Janeiro" – modifiche al testo della casella di sinistra e rimozione del cerchio al suo interno.
- 1991 – idem, sottotipo "Washington" – ulteriori modifiche al testo della casella di sinistra.
- 1995 – idem, sottotipo "Seul" – il numero di formulario passa da C 22 a CN 01.
- 2002 – modello "Pechino" – bambina con una lettera in mano su sfondo di montagne.
- 2006 – modello "Pechino" 2 – due mani che si toccano su fondo di francobolli stilizzati[15].
- 2007 – idem, celebrativo del centenario della prima emissione dei coupon risposta.
- 2009 – modello "Nairobi" – globo terrestre nella metà sinistra, dettaglio d'angolo di francobollo nella metà destra.
- 2013 – modello "Doha" – mani che raccolgono scroscio d'acqua.
- 2014 – idem, celebrativo del centoquarantesimo anniversario della fondazione dell'UPU.
- 2017 – modello "Istanbul" – la colomba, la dentellatura, il Polo Nord
- 2017 – Idem, celebrativo dei 110 anni di vita del coupon
- 2019 – Idem, 145 dell'Unione Postale Universale
- 2021 – modello "Abidjan" – preservare l'ecosistema, proteggere il clima; per la prima volta sul retro appare un QR code; sarà in uso fino al 31.12.2025
- 2022 – idem nuovo sottotipo per i 115 anni della nascita del primo coupon, in uso sempre fino al 31.12.2025
- 2024 – idem nuovo sottotipo per i 150 anni dell'Unione Postale Universale. Scadenza prorogata (così come gli altri due "Abidjan") al 31.12.2026